# Scotophaeus madalasae
Scotophaeus madalasae är en spindelart som beskrevs av Benoy Krishna Tikader och Gajbe 1977. Scotophaeus madalasae ingår i släktet Scotophaeus och familjen plattbuksspindlar. Inga underarter finns listade i Catalogue of Life.